# Wesley Powell
Wesley Powell (* 13. Oktober 1915 in Portsmouth, New Hampshire; † 6. Januar 1981) war ein US-amerikanischer Politiker und von 1959 bis 1963 Gouverneur des Bundesstaates New Hampshire.

## Frühe Jahre und politischer Aufstieg
Wesley Powell besuchte die University of New Hampshire und studierte danach bis 1940 Jura am Southern Methodist College. Während des Zweiten Weltkriegs war er bei den Bomberkommandos der Luftstreitkräfte in Europa. Dabei wurde er verwundet. Später wurde er für seinen militärischen Einsatz ausgezeichnet.
Powell war Mitglied der Republikanischen Partei. Zwischen 1940 und 1949 war er, mit Ausnahme seiner Militärzeit, Assistent von Styles Bridges, der zu dieser Zeit New Hampshire im US-Senat vertrat. Seit 1950 arbeitete Powell als Rechtsanwalt in Manchester und Hampton Falls. Ebenfalls im Jahr 1950 scheiterte seine Kandidatur für den US-Senat. 1956 unterlag er in den Vorwahlen zur Gouverneurswahl gegen Lane Dwinell. Im Jahr 1958 schaffte er es aber dann doch, zum neuen Gouverneur seines Staates gewählt zu werden.

## Gouverneur von New Hampshire
Wesley Powell trat seine neue Aufgabe am 1. Januar 1959 an. Nach einer Wiederwahl im Jahr 1960 konnte er bis zum 3. Januar 1963 amtieren. In dieser Zeit wurden aus Spargründen einige Regierungsabteilungen zusammengelegt und dadurch eine Reform der Verwaltung vorgenommen. Auf der anderen Seite widersetzte sich der Gouverneur Bestrebungen nach Steuererhöhungen. Er förderte den weiteren Ausbau der Autobahnen und den Tourismus. Im Jahr 1962 scheiterte er in den Republikanischen Vorwahlen. Während der eigentlichen Wahl unterstützte er dann den Demokraten John W. King unter der Bedingung, dass dieser Powells Reformen in der Verwaltung bestehen ließ. So geschah es dann auch und Powells Verwaltungsreform hat bis heute Bestand.

## Weiterer Lebensweg
Nach dem Ende seiner Gouverneurszeit zog sich Powell aus der Politik zurück.  Er blieb aber weiterhin als Anwalt tätig und er erwarb eine Wochenzeitung, die er selbst herausgab. Wesley Powell starb im Januar 1981. Mit seiner Frau Beverly Swain hatte er fünf Kinder.